# 熊野神社 (広島市安佐南区)
熊野神社（くまのじんじゃ）は、広島県広島市安佐南区祇園にある神社。

## 由緒
戦国時代の天文年間に、熊野速玉神社を勧請して武田氏によって創建された。当時は「熊野新宮社」と称した。神社の創建後、それまで起こっていた火災が起こらなくなったので、近隣住民から防火の神として崇敬された。明治初期に「熊野神社」に改称した。

## 交通
- JR可部線下祇園駅下車、徒歩7分